# Walid Madżdi Zajdan
Walid Madżdi Zajdan Ahmad al-Aszri (arab. وليد مجدي زيدان أحمد العشري; ur. 15 czerwca 1987) – egipski zapaśnik walczący w stylu wolnym. Brązowy medalista mistrzostw arabskich w 2012 roku.